# Muscolo grande rotondo
Il muscolo grande rotondo (teres maior) si trova nella parte posteriore della spalla, nei mammiferi, ed è situato immediatamente sotto al piccolo rotondo con cui contribuisce a delimitare, assieme all'omero, uno spazio che prende il nome di triangolo dei muscoli rotondi.

## Anatomia
Il grande rotondo ha origine dalla faccia posteriore e dal margine laterale della scapola, alla sua estremità inferiore. Si porta in alto, verso l'esterno e, passando davanti al tratto prossimale del tricipite, va ad inserirsi sul labbro posteriore (o mediale) del solco bicipitale dell'omero subito sotto al collo di questo ed in prossimità delle inserzioni dei muscoli dorsale e grande pettorale.

## Funzione
Con la sua azione permette l'adduzione del braccio (omero) e la rotazione interna (o intrarotazione).

## Innervazione
Il muscolo è innervato dal Nervo toracodorsale.